# Telescope Peak
Telescope Peak ist der mit 3366 Metern über dem Meeresspiegel höchste Punkt im Death-Valley-Nationalpark im US-Bundesstaat Kalifornien. Der Berg ist außerdem der höchste der Panamint Range und liegt im Inyo County. Vom Gipfel aus sind der Mount Whitney im Westen und der Charleston Peak im Osten sichtbar. Beide liegen jeweils über hundert Kilometer entfernt. Daher hat er den Namen Telescope Peak (von altgriechisch τηλεσκόπος (teleskópos) „weithin schauend“).

## Geographie
Telescope Peak ist für den beachtlichen Höhenunterschied zur näheren Umgebung bekannt. Sein Gipfel erhebt sich 3478 Meter über Badwater, den etwa 24 Kilometer östlich gelegenen tiefsten Punkt des Tal des Todes, und etwa 3050 Meter über das 13 Kilometer westlich entfernte Panamint Valley. Ähnliches erreichen in den Vereinigten Staaten nur wesentlich bekanntere hohe Berge. Vergleichbar groß ist mit etwa 4000 Metern auch der Unterschied zwischen dem Gipfel des Mount Everest und seinem nördlichen Fuß im Hochland von Tibet.
Durch seine Lage in einem von tiefen Tälern umgebenen Gebirge hat Telescope Peak auch eine große Schartenhöhe von bis zu 1880 Metern und liegt damit auf Rang 22 unter den Bergen in den Vereinigten Staaten außerhalb Alaskas und Hawaiis.
Am Telescope Peak lässt sich neben Pinyon-Kiefern und Pinus flexilis (Limber-Kiefern) eine Vielfalt an Baumarten finden. In höheren Lagen wachsen Grannen-Kiefern.